# 1. nordgrönländischer Landesratswahlkreis
Der 1. nordgrönländische Landesratswahlkreis war von 1911 bis 1951 ein Landesratswahlkreis in Nordgrönland. Der Wahlkreis umfasste die Gemeinden Iginniarfik und Attu im Kolonialdistrikt Egedesminde.

## Vertreter
Folgende Personen vertraten den Wahlkreis:
| Wahlperiode | Landesrat                                   | Stellvertreter                               | Anmerkung                                  |
| ----------- | ------------------------------------------- | -------------------------------------------- | ------------------------------------------ |
| 1911–1916   | Abel Frederiksen (nicht 1911)               | Jakob Rasmussen (1911)                       |                                            |
| 1917–1922   | Kasper Frederiksen                          | Johannes Lundblad                            |                                            |
| 1923–1926   | Gerth Geisler                               | Aron Olsen                                   |                                            |
| 1927–1932   | Gerth Geisler                               | Søren Kaspersen                              | Wahl von Johannes Filemonsen 1927 ungültig |
| 1933–1938   | Johannes Filemonsen                         | Karl Karlsen                                 | Wahl von Johannes Filemonsen 1933 ungültig |
| 1939–1944   | Niels Petersen                              | Johannes Filemonsen                          |                                            |
| 1945–1950   | Peter Street (nicht 1946, 1948, 1949, 1950) | Johannes Filemonsen (1946, 1948, 1949, 1950) |                                            |